# Elatostema kuchingense
Elatostema kuchingense är en nässelväxtart som beskrevs av H. Schröter. Elatostema kuchingense ingår i släktet Elatostema och familjen nässelväxter. Inga underarter finns listade i Catalogue of Life.